# Jourdan Saunders
Jourdan Michaux Saunders (1796-19 de marzo de 1875) fue un comerciante de esclavos y agricultor estadounidense, conocido por su asociación con Franklin & Armfield. Nacido en una familia esclavista en el condado de Caswell, Carolina del Norte, su padre murió poco después de mudarse al condado de Smith, Tennessee, dejándole a Saunders una importante herencia. Cuando era joven, durante la guerra de 1812, se ofreció como voluntario en la milicia de Tennessee y prestó servicio en la Batalla de Nueva Orleans. Entró en el comercio de esclavos en octubre de 1827 como parte de una sociedad comercial con David Burford, fundando la firma J. M. Saunders and Company y eligiendo el condado de Fauquier, Virginia, como base de operaciones.
Después de importantes pérdidas iniciales, pudo impresionar a Isaac Franklin después de una exitosa venta en Nueva Orleans y entró en una afiliación comercial con Franklin & Armfield. A Saunders se le asignó la tarea de adquirir esclavos para enviarlos a Luisiana. Tras una ola de leyes que restringían el comercio interestatal tras la rebelión esclava de Nat Turner en 1831, Franklin & Armfield y sus asociados lograron eludir las restricciones comerciales de Luisiana, lo que les permitió obtener ganancias considerables. Al final, Saunders envió a cientos de personas esclavizadas a Franklin & Armfield, aunque cayó en dificultades financieras porque la empresa incurrió en grandes deudas y se volvió temporalmente incapaz de reembolsarle a Saunders. Se retiró de la industria a mediados y fines de la década de 1840 y se retiró a su propiedad del condado de Fauquier junto con su amante mestiza, Mary Wilkins, y sus cuatro hijos. Nunca reconoció legalmente a sus hijos como suyos, aunque todos excepto James (que había servido en las tropas de color durante la guerra de Secesión) recibieron su herencia. En marzo de 1875, Saunders murió de una enfermedad cardíaca en su finca.

## Primeros años de vida
Jourdan Saunders nació a principios de 1796, hijo de William y Nancy Cunningham Saunders, propietarios de esclavos del condado de Caswell, Carolina del Norte. Tenía tres medios hermanos mayores del matrimonio anterior de su padre, incluido el futuro congresista Romulus Mitchell Saunders, y dos hermanos menores. Poco después de su nacimiento, su familia se mudó a lo que se convertiría en el condado de Smith (Tennessee). Su padre murió en 1803, dividiendo sus bienes entre su esposa e hijos. Jourdan heredó alrededor de 175 acres (70,8 ha) de tierra y varios esclavos. Nancy Saunders se volvió a casar con Richard Alexander varios años después.

### Servicio militar
Durante las últimas etapas de la guerra de 1812, se alistó en la milicia de Tennessee. El 20 de septiembre de 1814, se alistó en el 2.º Regimiento de Artilleros Montados en Dixon Springs bajo el mando del coronel Thomas Williamson. Fue reclutado en Fayetteville en octubre y sirvió durante siete meses, prestando servicio como soldado raso en la brigada de John Coffee en la Batalla de Nueva Orleans. Fue dado de baja en abril de 1815.

## Trata de esclavos

### J. M. Saunders and Company

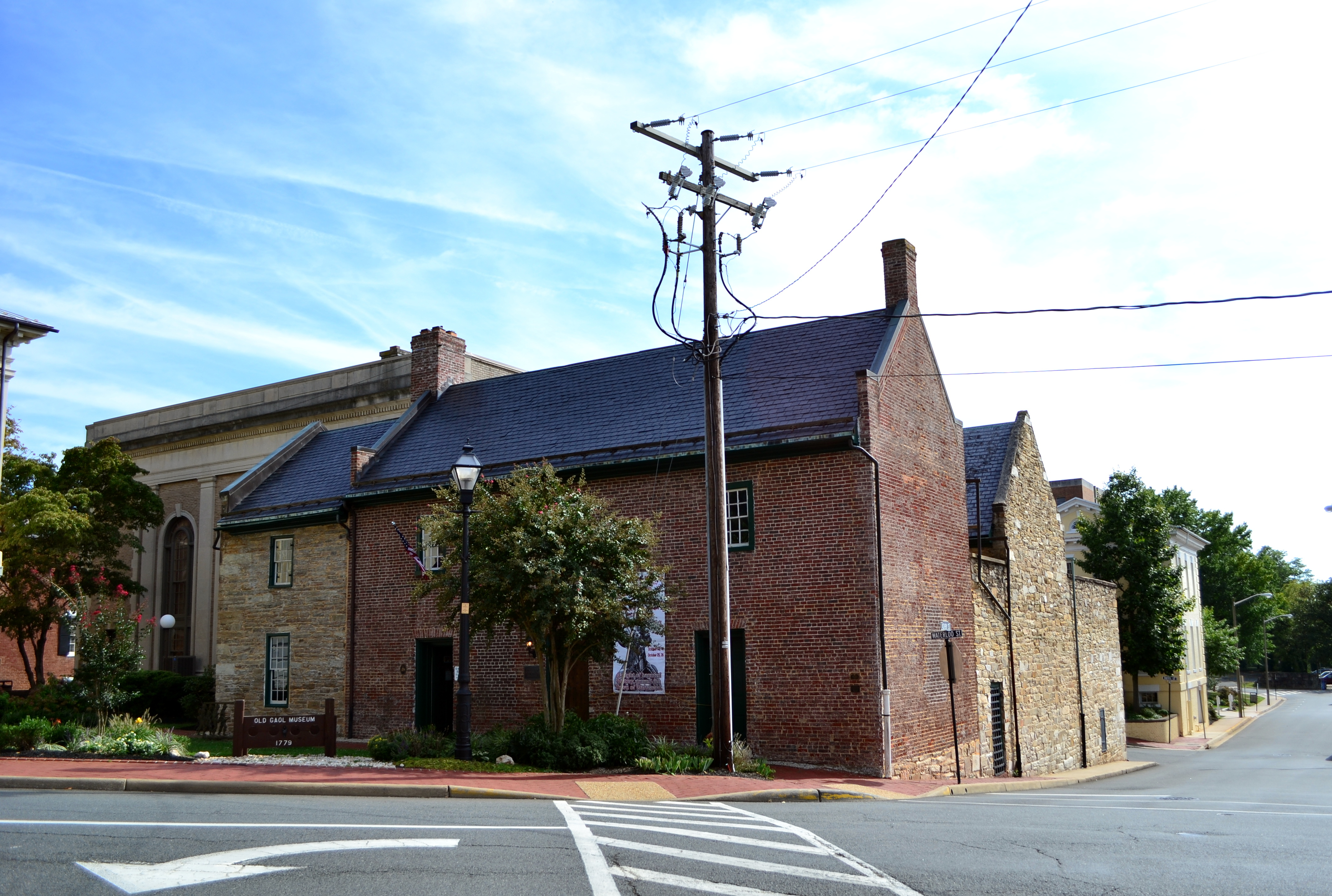
La antigua cárcel del condado de Fauquier, donde Saunders pagaba para mantener esclavos.

A finales de octubre de 1827, Saunders y David Burford iniciaron una sociedad comercial y fundaron una empresa de tráfico de esclavos llamada J. M. Saunders and Company. Burford, ocupado principalmente en trabajo político en el condado de Smith (Tennessee), brindó asesoramiento y capital para la operación, mientras Saunders compraba y transportaba esclavos activamente. Después de varios meses de buscar ubicaciones, Saunders eligió el condado de Fauquier, Virginia, y alquiló una oficina en la capital del condado, Warrenton. Comenzó a comprar esclavos a finales de mayo de 1828, pagando comisiones a agentes que recorrían las zonas rurales en busca de esclavos para vender. El propio Saunders viajó a Winchester para comprar más esclavos. En julio, había adquirido un total de 22 esclavos, incluidos hombres, mujeres y niños, que se encontraban en la antigua cárcel del condado de Fauquier después de los pagos de Saunders.

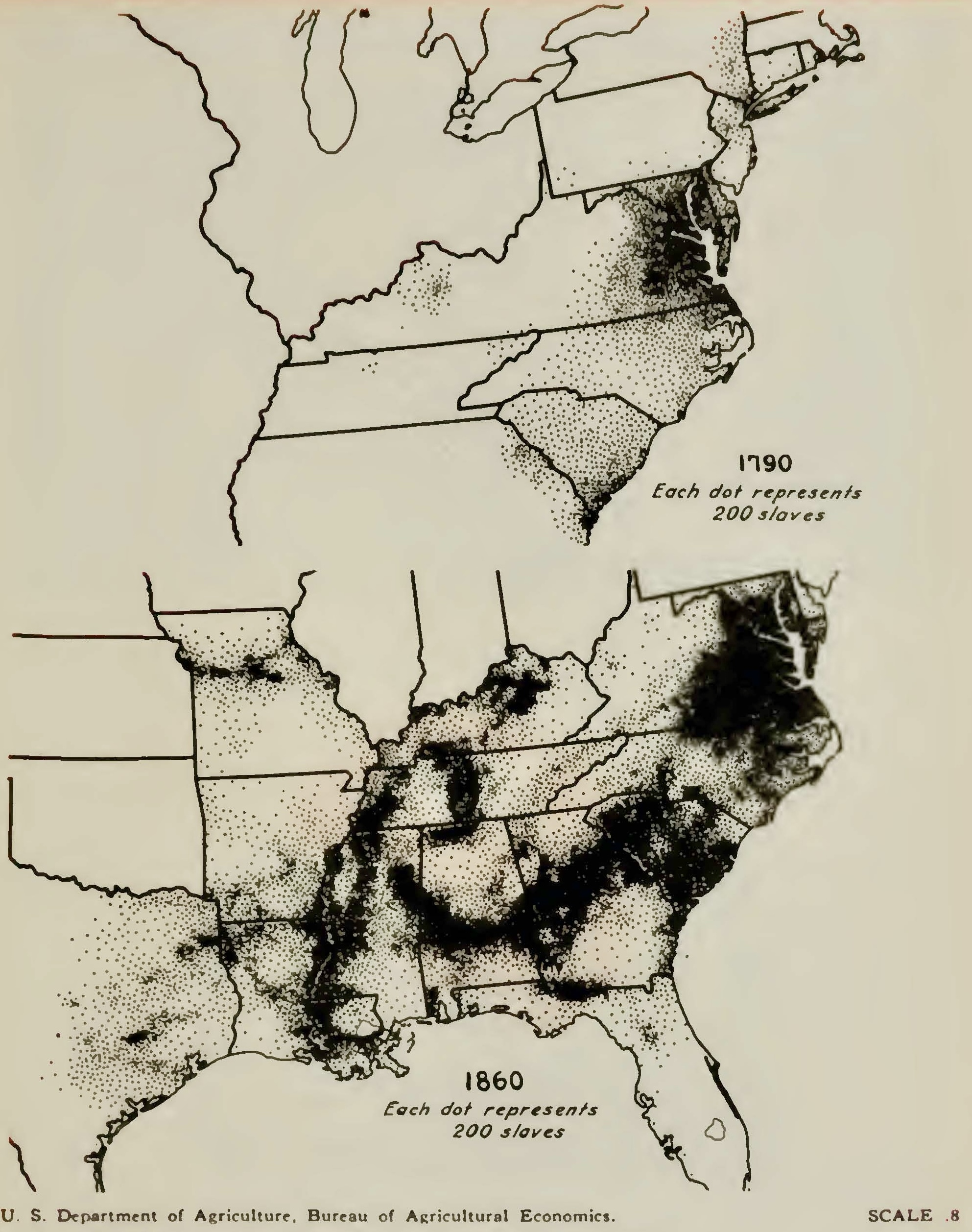
Distribución de personas esclavizadas en los Estados Unidos en 1790 y 1860. La expansión de la esclavitud hacia el Sur profundo se vio facilitada por el comercio interestatal de esclavos.

Saunders comenzó su primer viaje al sur profundo a mediados de julio de 1828, con la intención de vender a las 22 personas en el sur de Luisiana. Los esclavos fueron obligados a caminar junto al carruaje de Saunders esposados o atados juntos durante el viaje de 1100 millas. Había planificado su llegada considerablemente antes que la mayoría de los demás comerciantes, con la intención de llegar al mercado antes que ellos. Sin embargo, llegó a Luisiana a fines de agosto o septiembre, varios meses antes de la principal temporada de comercio de esclavos, que alcanzaba su punto máximo en el invierno siguiente al final de la cosecha. No registró ninguna venta en Nueva Orleans, el principal centro comercial de la región, y probablemente vendió los esclavos a crédito a los plantadores de azúcar en las parroquias rurales del estado. Saunders finalmente logró vender todos los esclavos menos uno (que se fugó), pero probablemente perdió cantidades considerables de dinero en la empresa.
En 1829, Saunders pasó a transportar esclavos por mar a Nueva Orleans. Compró 16 esclavos a finales del verano y en otoño; un hombre logró escapar y esconderse, mientras que otro se cortó gran parte de la mano con un hacha mientras intentaba escapar de un árbol al que Saunders lo había atado. Saunders y 14 esclavos viajaron a Luisiana a bordo del bergantín United States, partiendo de Alexandria (Virginia) y llegando a Luisiana a mediados de noviembre. El paradero del esclavo fugitivo se había descubierto el día antes de zarpar, y Saunders contrató agentes para intentar capturar al fugitivo con el fin de recuperar parte de sus continuas pérdidas financieras. Poco después de llegar a Virginia, pudo vender siete esclavos jóvenes por una ganancia considerable a Isaac Franklin de Franklin & Armfield, la empresa de tráfico de esclavos más grande del país. Pudo cobrar las deudas que tenía en Luisiana y vender el resto de sus diez esclavos a varios compradores en la parroquia de St. Mary, dejando a la compañía con US$595 (equivalente a US$286125 actualmente) de beneficio.

### Afiliación con Franklin & Armfield
Poco después de que Saunders finalizara sus ventas en Luisiana, compró un total de 26 esclavos adicionales a Franklin y pudo obtener una ganancia significativa vendiéndolos en la Luisiana rural. Franklin, viéndolo como un comerciante hábil y de buena reputación, le propuso una sociedad comercial. Según los términos del acuerdo, Franklin gestionaría las ventas en Nueva Orleans y Natchez, su socio John Armfield se encargaría de los envíos desde Alejandría, mientras que Saunders se concentraría en adquirir esclavos adicionales en Virginia. Saunders fue una de las 7 u 8 filiales de Franklin & Armfield en la región más amplia de Chesapeake.
Las ventas de Saunders continuaron expandiéndose. Franklin pudo vender rápidamente los esclavos adquiridos por Saunders, recaudando más de US$18000 (equivalente a US$515025 actualmente) en la temporada 1830-1831. Sin embargo, las ventas habían comenzado a disminuir, y Franklin le escribió a Saunders en la primavera de 1831 que «los tiempos son extremadamente aburridos, de hecho mucho peores de lo que los vi en mi vida». A pesar de que Franklin instó a la cautela, Saunders continuó haciendo grandes compras de esclavos, habiendo enviado 17 esclavos a Franklin & Armfield para septiembre de 1831.

#### Evitando las restricciones comerciales en Luisiana

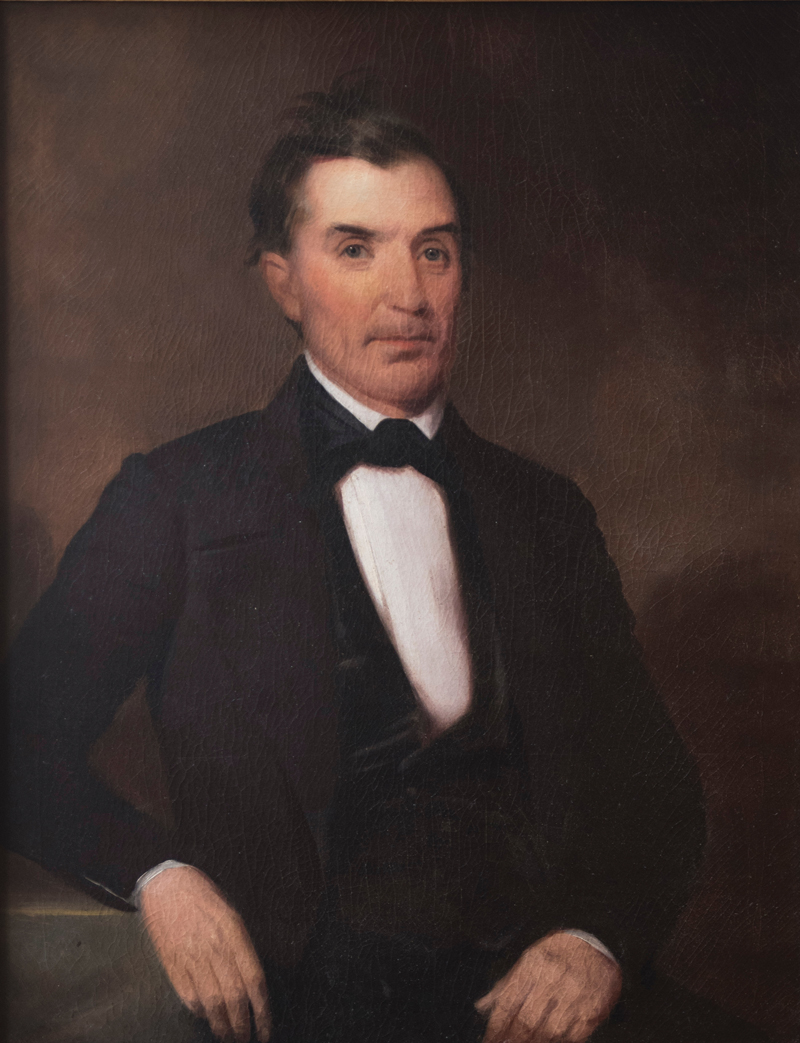
Retrato de Isaac Franklin por Washington Bogart Cooper, c. 1844.

El temor a las revueltas que siguieron a la rebelión esclava de Nat Turner en 1831 desencadenó una ola de regulaciones esclavistas. La Legislatura Estatal de Luisiana prohibió el comercio interestatal de esclavos en noviembre de 1831, permitiendo sólo excepciones limitadas, como por ejemplo la de los plantadores que se mudaban permanentemente a Luisiana junto con sus esclavos. Poco antes de que la ley entrara en vigor, John Armfield se había reunido con Saunders y varios otros agentes en un autodenominado «Consejo de Guerra» en Alexandria, sentando las bases para un plan para eludir la nueva legislación mediante lagunas legales y facturas de venta fraudulentas. Al falsificar recibos y documentación financiera, la empresa hizo pasar ventas realizadas en Luisiana como realizadas en Virginia o Tennessee. Los esclavos también se vendían «en el mar», y los compradores de Nueva Orleans los adquirían mientras el barco estaba en ruta, introduciendo así su propia propiedad en el estado, lo que la legislación consideraba una excepción legal.
El plan tuvo éxito. Saunders obtuvo una ganancia enorme, que utilizó para comprar personas esclavizadas en Virginia a precios desorbitados. El mercado de Luisiana había sido abandonado en gran medida por otros traficantes de esclavos, especialmente operaciones más pequeñas. Franklin & Armfield y sus asociados lograron violar la legislación de Luisiana y crear una ganancia inesperada significativa, aprovechada por Saunders. El propio Armfield informó que estaba «muy satisfecho con la aprobación de la ley». Antes de que las operaciones de Nueva Orleans fueran abandonadas en gran medida en favor de Natchez, Saunders había enviado 68 esclavos a la región, sin ninguna competencia real. Aunque Saunders continuó manteniendo relaciones comerciales con su socio inicial Burford, ya no necesitaba depender de su financiación. Saunders se negó a aceptar las solicitudes de Burfords de esclavos para su plantación personal, escribiendo que hacerlo probablemente perturbaría sus conexiones con Franklin & Armfield.

#### Retrocesos y retirada del negocio
Aunque las temporadas siguientes fueron menos lucrativas, Saunders continuó beneficiándose de un mercado de esclavos en auge. La importante expansión de las plantaciones tras el deportación de los indígenas y el sendero de lágrimas condujo a grandes compras de esclavos. Además, un sector bancario activo permitió un fácil acceso a préstamos, aumentando el número de agricultores capaces de adquirir esclavos. Si bien un aumento correspondiente de la competencia en el comercio de esclavos en Virginia incrementó los precios, la creciente demanda en el Sur profundo mantuvo la industria rentable. Saunders envió alrededor de cien individuos durante la temporada 1832-1833.
Saunders inicialmente desestimó las afirmaciones de Burford en octubre de 1832 sobre brotes de cólera y muertes de esclavos entre los coffles, pero una importante epidemia de cólera se extendió por el sur durante los meses siguientes, provocando la muerte de nueve personas esclavizadas, incluidos cuatro niños, y reduciendo significativamente las ganancias de la empresa. En abril de 1833, Saunders compró un terreno de un acre en el centro de Warrenton, probablemente utilizado como oficina y residencia, además de como corral para esclavos. Había comprado y enviado a unas 100 personas durante la temporada 1833-1834, deteniéndose sólo cuando había agotado sus reservas de efectivo.

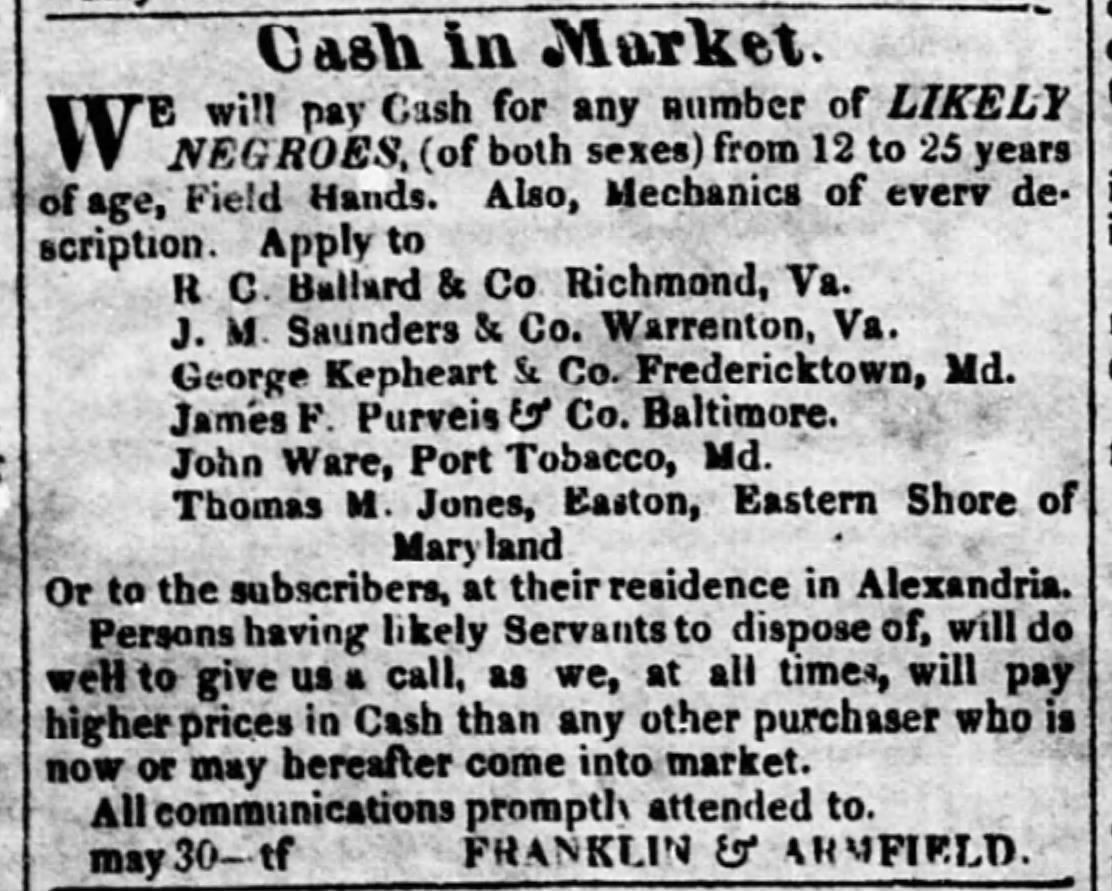
Anuncio de Cash in Market («Dinero en efectivo») que menciona a Saunders como afiliado a Franklin & Armfield (Alexandria Gazette, 1 de julio de 1833).

A finales de 1834, Franklin & Armfield había incurrido en más de US$100000 (equivalente a US$2861250 actualmente) de deuda, y se había vuelto completamente incapaz de ofrecer un acuerdo en efectivo a Saunders. Rechazó las ofertas de pago en forma de préstamos y optó en cambio por continuar la asociación con la empresa durante otro año con la esperanza de recibir el reembolso. Saunders redujo sus operaciones y compró sólo 15 esclavos para la compañía en el otoño de 1834. Armfield, que también deseaba abandonar la industria, canceló su asociación con Saunders en diciembre de 1834. Un pago final a Saunders, por un valor aproximado de US$10000 (equivalente a US$286125 actualmente) se retrasó considerablemente y probablemente se entregó en una combinación de efectivo y papel comercial (un tipo de letra de cambio). En ocasiones, Saunders consideró volver a ingresar al comercio, pero en 1847 atestiguaría que no había comprado esclavos desde 1840.

## Últimos años y muerte
Partidario de Andrew Jackson desde principios de la década de 1830, Saunders continuó apoyando al Partido Demócrata durante toda la década de 1840, sirviendo en el gobierno del condado y presidiendo las convenciones demócratas locales.
Saunders comenzó una relación con Mary Wilkins (n. 1815) a principios de la década de 1840, registrándola como «ama de llaves» en los formularios del censo. Aunque fue marcada como blanca en el censo de EE. UU. de 1860, se registró como negra libre en 1847 y fue registrada como «casi blanca». Saunders y Wilkins tuvieron cuatro hijos juntos: James (n. 1843), Frank (n. 1845), Sallie (n. 1847) y Lillie Saunders (n. 1854). En 1851, se mudaron a una gran propiedad de 186 acres a varias millas de Warrenton, una granja de cereales que Saunders llamó Mountain View. Durante la guerra de Secesión, su hijo mayor, James, huyó del Sur debido a sentimientos unionistas. Más tarde se unió al Ejército de la Unión como parte del 29.º Regimiento de Infantería de Color de Connecticut, antes de regresar a Virginia después de la guerra para trabajar en la granja familiar.
Jourdan Saunders murió de una enfermedad cardíaca en su granja en el condado de Fauquier el 19 de marzo de 1875. Saunders nunca reconoció formalmente a sus hijos como suyos, aunque la mayoría recibió algo de dinero como herencia. Se hicieron arreglos para que sus hijas heredaran su granja después de la muerte de Mary. James Saunders no recibió herencia alguna.